# Vitus Huonder
Vitus Huonder (ur. 21 kwietnia 1942 w Trun, w kantonie Gryzonia, zm. 3 kwietnia 2024 w Wangs) – szwajcarski duchowny katolicki, biskup Chur w latach 2007–2019.

## Życiorys
Święcenia kapłańskie otrzymał 25 września 1971 i został inkardynowany do diecezji Chur. Przez wiele lat pracował jako duszpasterz parafialny. W 1990 został wikariuszem generalnym dla rejonu Gryzonia, zaś w latach 1995–1998 był wikariuszem biskupim ds. liturgicznych. W 1998 ponownie objął funkcję wikariusza generalnego dla Gryzonii, łącząc ją ze stanowiskiem moderatora kurii.
8 lipca 2007 papież Benedykt XVI mianował go biskupem Chur. Sakry biskupiej udzielił mu 8 września 2007 jego poprzednik – biskup Amédée Grab. 
20 maja 2019 papież Franciszek przyjął jego rezygnację z pełnionego urzędu. Tego samego dnia ukazało się wspólne oświadczenie przełożonego Bractwa Św. Piusa X i biskupa Huondera o jego wstąpieniu do Bractwa.